# فيليكس باريديس
فيليكس باريديس (بالإسبانية: Félix Paredes)‏ (20 ديسمبر 1986 في الأرجنتين - ) هو مدرب كرة قدم ولاعب كرة قدم باراغواياني في مركز الهجوم. لعب مع Deportes Copiapó ‏.

## وصلات خارجية
- فيليكس باريديس على موقع Soccerway.com (الإنجليزية)